# Biblioteca Pública del Govern
La Biblioteca Pública del Govern és una biblioteca pública d'Andorra, ubicada a l'edifici Prada Casadet d'Andorra la Vella i que depèn administrativament del Govern d'Andorra.

## Història i fons documental

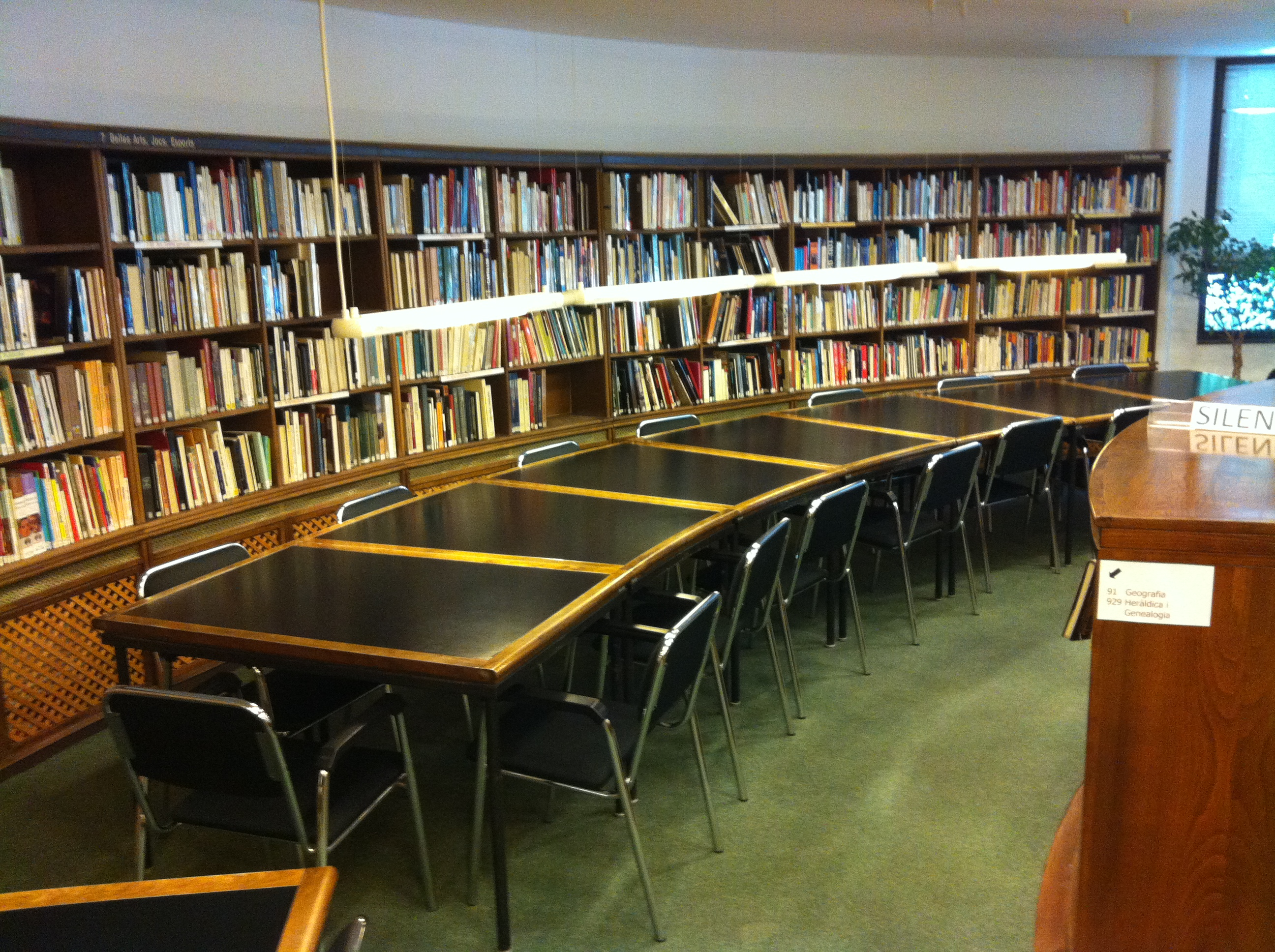
Interior de la biblioteca.

La institució és hereva de la primera biblioteca pública del país, que va ser creada l'any 1930 a la Casa de la Vall. Posteriorment, el 1974 es va crear la Biblioteca Nacional d'Andorra i el 1996 es va decidir separar els continguts universals dels andorrans amb la creació de la Biblioteca Pública del Govern.
Actualment, l'edifici acull un fons amb uns 60.000 documents de bibliografia general i disposa també d'un fons local, amb una afluència mitjana de 30.000 persones anuals. A més a més, té diverses sales de consulta i un espai específic per als alumnes de la Universitat Nacional d'Educació a Distància espanyola.